# William Oldroyd
William Oldroyd (Londres, 1979) és un director de cinema i de teatre anglès.

## Biografia
Nascut a Londres el 1979, va estudiar a la Royal Academy of Dramatic Art abans de ser director resident al teatre Young Vic de Londres, on va fer adaptacions modernes de clàssics europeus com ara Espectres de Henrik Ibsen, versió dirigida per Frank McGuinness. Tot seguit, va dirigir treballs per a produccions més grans com Kean ou Désordre et Génie d'Alexandre Dumas en un arranjament de Sartre a Tòquio, Tot esperant Godot a Múnic i Els dos nobles cavallers de la Royal Shakespeare Company Complete Works Festival. A més, Oldroyd va posar en escena òperes com Don Pasquale al Sadler's Wells Theatre i La serva padrona a Viana do Castelo a Portugal.
El 2011, Oldroyd va produir el seu primer curtmetratge, Christ's Dog, que va ser nominat al millor curtmetratge al Festival Internacional de Cinema Independent d'Hamburg. El seu segon curtmetratge, Best, va guanyar el Concurs de Curtmetratges de Sundance a Londres el 2013. Oldroyd va debutar a la direcció del llargmetratge amb Lady Macbeth, on es pot veure Florence Pugh en el paper principal. Oldroyd va presentar la pel·lícula al Festival Internacional de Cinema de Toronto el setembre de 2016. A principis de novembre de 2017, la pel·lícula va ser nominada a 15 categories per als Premis British Independent Film, entre elles el de millor director. També va rebre una altra nominació en el marc dels Premis del Cinema Europeu de 2017 per "European Discovery". La pel·lícula és una adaptació de la novel·la Lady Macbeth del districte de Mtsensk de Nikolai Leskov, que fa referència a la tragèdia de William Shakespeare Macbeth i va ser adaptada per Alice Birch.

## Filmografia
- 2011: Christ's Dog (également producteur)
- 2013: Best
- 2013: In Mid Wickedness
- 2016: Lady Macbeth